# Mestre Kamosso
Miguel Adão Banga, mais conhecido por Mestre Kamosso (1927, Ícolo e Bengo - 30 de Abril de 2017, Ícolo e Bengo ), foi um músico angolano, famoso pela forma como tocava o hungu .
Mestre Kamosso ficou conhecido pela sua forma inconfundível de tocar o hungu , conseguindo obter toda a escala harmónica do instrumento, sendo exemplo disso um dueto improvável e insólito com António Victorino de Almeida  aquando da viagem deste a Angola .
A sua arte influenciou diferentes gerações, tendo sido um acérrimo defensor da música folclórica angolana, o que acabou por contribuiu para o nascimento de vários grupos folclóricos tais como os Jovens do Hungu, Ilundus, Semba Muxima, Idimakaji, entre outros .
Sendo reconhecido há anos pelo povo, o reconhecimento estatal surgiu a 8 de janeiro de 2007 quando no âmbito do Dia da Cultura Nacional, lhe foi atribuído pelo Ministério da Cultura de Angola, o diploma de valor e mérito pela preservação e divulgação da cultura angolana . É também de realçar, de entre os vários tributos prestados ao Mestre Kamosso, a homenagem efectuada em 2013, pelo Ministério da Cultura de Angola, pela ocasião da gala de entrega do Prémio Nacional de Cultura e Artes.